# Elecciones generales del Reino Unido de 1931
Las elecciones generales del Reino Unido de 1931 se realizaron el 27 de octubre de 1931. Esta fue la última elección, y la única bajo el régimen de sufragio universal, en que un partido, el Conservador, obtuvo la mayoría absoluta de sufragios. La coalición de Gobierno Nacional tuvo un éxito arrollador, con el 67.2 % de los votos, obtuvo 556 de 615 escaños.

## Resultados
| Partido                  | Votos      | %    | Candidatos | Escaños |
| ------------------------ | ---------- | ---- | ---------- | ------- |
| Partido Conservador      | 11,377,022 | 55.0 | 518        | 470     |
| Partido Laborista        | 6,339,306  | 30.6 | 516        | 52      |
| Liberal Nacional         | 761,705    | 3.7  | 41         | 35      |
| Partido Liberal          | 1,346,571  | 6.5  | 111        | 32      |
| Laborista Nacional       | 316,741    | 1.5  | 20         | 13      |
| Liberal (Lloyd George)   | 103,528    | 0.5  | 6          | 4       |
| Nacional                 | 100,193    | 0.5  | 4          | 4       |
| Nacionalistas Irlandeses | 72,530     | 0.4  | 3          | 2       |
| Nacional independientes  | 33,468     | 0.2  | 3          | 2       |
| Independentes            | 10,789     | 0.0  | 4          | 1       |
|                          |            |      |            | 615     |